# 小山晃一
小山 晃一（こやま あきかず、1943年 - ）は日本の編集者。

## 経歴
徳間書店、作品社、福武書店、日本文芸社、角川春樹事務所、飛鳥新社などを経て現在、小山晃一事務所。主に文芸編集を中心に活動してきた。文芸評論家の福田和也に「渡り編集者」と名づけられる。

## 担当した作家・評論家
| あ - 秋山駿 - 阿部昭 - 粟津則雄 - 江藤淳 か - 鹿島茂 - 金井美恵子 - 川本三郎 - 木崎さと子 - 清岡卓行 | - 久世光彦 - 後藤明生 さ - 澁澤龍彦 - 島田雅彦 た - 高橋和巳 - 種村季弘 - 出口裕弘 - 富岡幸一郎 | な - 中野美代子 - 西部邁 は - 蓮實重彦 - 福田和也 ま - 増田みず子 や - 山田風太郎 |